# Каза (округ)
Каза (осман. kazâ, араб. قضاء, кадаʾ, множина أقضية, акдійя) — адміністративна та судова одиниця в Османській імперії. Запроваджена в середині XV ст. Натепер використовується в Туреччині, Сирії, Іраку, Йордані, Лівані, Палестинській державі. У перекладі значить «округ», «район», «правовий округ».

## Османська імперія
Спочатку каза позначала судовий округ, де діяла влада того чи іншого каді (судді). Кожне бейлербейство, а потім еялет поділялося на певну кількість таких каза-округів. У 1839 році за реформою Танзимату керування такими округами передано цивільним чиновникам — каймакамам, що разом з каді вели судові процеси.
У 1864 році в результаті нової реформи каза стала адміністративною одиницею. Вона входила до складу санджаку. На чолі кази стояв каймакам або мютеселліми. В свою чергу каза поділялася на нахії (підрайони), де керували мюдюри. А нахія розділилися на каріє (села), якими керували мухтари.
Після утворення турецької республіки кази було перетворено на ільче.

## Близький схід
У часи французького мандата каза зберігалася в Сирії. Втім, після здобуття незалежності перейменовано мінтаках.
В Іраку, Лівані мухафази (губернаторства) поділяються на арабізовану назву кази — кадаа (райони). В Йорданії та Палестині має статус підокругу.